# Сакаумэ-гуми
Сакаумэ-гуми (яп. 酒梅組) — преступная группировка в японской мафии якудза, базирующаяся в префектуре Осака. Сакаумэ-гуми насчитывает около 110 активных членов.

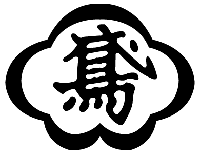
Даймон Сакаумэ-гуми

Сакаумэ-гуми — одна из самых старых группировок якудза, не большая по своему размеру и занимающаяся исключительно игровым бизнесом, не вовлекаясь в такие мафиозные сферы как вымогательство и наркоторговля. Возможно во-многом благодаря этому, Сакаумэ-гуми всегда имело неплохие взаимоотношения с местной полицией.
Во время принятия в Японии антимафиозных законов в 1992 году Сакаумэ-гуми была одна из немногих мафиозных группировок из региона Кансай, не примкнувших к судебной борьбе против нового законодательства. 

## История
Сакаумэ-гуми было зарегистрировано как «указанная группа якудза» согласно Закону о контрмерах по отношению к организованной преступности в мае 1993 года.

## Состояние
Сакаумэ-гуми — одна из двух «указанных групп якудза», базирующихся в префектуре Осака, вторая группировка — Адзума-гуми, штаб-квартира Сакаумэ-гуми располагается в районе Нисинари-ку города Осаки.

## Оябуны
- 1-й: Умэкити Тоби
- 2-й: Юкити Танака
- 3-й: Содзиро Мацуяма
- 4-й: Юкио НаканоYukio Nakano
- 5-й (1979–1995): Масао Танигути
- 6-й (1996–1999): Кодзи Ояма
- 7-й (1999-наст.вр.): Козабуро Канэяма